# العبلة
العبلة قرية سعودية، تتبع مركز المحاني التابع لمحافظة الطائف في منطقة مكة المكرمة. تقع شمال شرق الطائف بمسافة تقارب (180) كم.